# Wolfman's Got Nards
Wolfman's Got Nards és una pel·lícula documental del 2018 dirigida per Andre Gower que explora el llegat i el seguiment de culte de la pel·lícula de 1987 La brigada antimonstres. El documental pren el títol d'una frase famosa de la pel·lícula original.

## Argument
El documental explora l'estatus de culte de la pel·lícula de 1987 La brigada antimonstres.S'emmarca al voltant de la gira de revival del 30è aniversari de la pel·lícula i se centra en l'impacte que La brigada antimonstres ha tingut en els seus fans, el repartiment i la indústria cinematogràfica en general. Inclou entrevistes amb personatges implicats en la pel·lícula original, inclosos membres del repartiment i cineastes, així com fans que comparteixen les seves connexions personals amb la pel·lícula.
El documental explora La brigada antimonstres des del seu llançament inicial, on es va considerar una fracàs comercial, fins al seu eventual reconeixement com a pel·lícula de culte. Mitjançant una combinació de material d'arxiu, funcions d'entre bastidors, i testimonis de fans, Wolfman's Got Nards demostra com la pel·lícula ha ressonat amb el públic al llarg dels anys, especialment el vincle emocional que molts fans han desenvolupat, sovint citant com la pel·lícula va influir en la seva infància i van donar forma al seu amor pel gènere de terror.

## Antecedents
Andre Gower, que va interpretar a Sean Crenshaw a la pel·lícula original La brigada antimonstres, va dirigir i produir el documental. Examina l'impacte de La brigada antimonstres en els fans, repartiment, equip i indústria cinematogràfica durant les dècades posteriors al seu llançament inicial.

## Producció
El documental es va rodar principalment durant la gira de revival del 30è aniversari de La brigada antimonstres. Es va estrenar el 7 d'abril de 2018 al Festival de Cinema de Chattanooga i també va ser seleccionada fora de concurs al LI Festival Internacional de Cinema Fantàstic de Catalunya. L'octubre de 2019, la pel·lícula es va projectar a 20 ubicacions d'Alamo Drafthouse com a part d'una gira promocional.

## Recepció
Wolfman's Got Nards va rebre crítiques positives de la crítica, amb una puntuació del 100% a l'agregador de ressenyes Rotten Tomatoes.